# Dylan Bennett
Pour les articles homonymes, voir Bennett.
Dylan Bennett, né le 17 septembre 1984 à Eindhoven, est un joueur de squash représentant les Pays-Bas. Il atteint en juin 2007 la 43e place mondiale sur le circuit international, son meilleur classement.

## Biographie
Il participe à deux championnats du monde en 2008 et 2011.

## Palmarès

### Finales
- Championnats d'Europe par équipes : 2007